# Stuart (Iowa)
Pour les articles homonymes, voir Stuart.
Stuart est une ville du comté d'Adair, en Iowa, aux États-Unis. Elle est fondée à la fin des années 1860, lors de la construction de la ligne de chemin de fer Chicago, Burlington and Quincy Railroad
. Elle est nommée en l'honneur de Charles Stuart, qui a contribué à amener le chemin de fer à la ville.